# Pagurotanais largoensis
Pagurotanais largoensis är en kräftdjursart som först beskrevs av McSweeny 1982.  Pagurotanais largoensis ingår i släktet Pagurotanais och familjen Pagurapseudidae. Inga underarter finns listade i Catalogue of Life.